# Fatra (firma)
Fatra, a. s. patří mezi významné světové zpracovatele plastů. Její historie sahá až do roku 1935, kdy byla založena na pevných baťovských základech. 
Má dva výrobní závody v Napajedlích a Chropyni, kde zaměstnává téměř 1 100 zaměstnanců, kteří vytváří produkty a specializovaná zákaznická řešení zahrnující nejen výrobu, ale i poradenské služby, výzkum a vývoj.

## Zaměření a výrobky
Více než polovina produkce Fatry směřuje na zahraniční trhy, Fatra Napajedla prodává své výrobky do 52 zemí světa. Mezi zpracovávané suroviny patří PVC-P, PVC-U, LDPE, LLDPE, HDPE, EVAC, PP, PET, ABS. Poskytuje také servis v oblasti oboru zkušebnictví a vývojových laboratoří, testování, přípravy vzorků a směsí, odborné poradenství a konzultace.

### Hlavní výrobky a služby
- Vinylové podlahy FATRAFLOOR
- Hydroizolační systémy FATRAFOL
- Technické fólie / Měkčené PVC fólie
- PVC granulát
- Plastové profily
- Hračky a další svařované výrobky
- BO PET fólie a lamináty
- Fólie a desky z PE a EVAC
- Vstřikované výrobky, vstřikování plastů
- Tvarované výrobky
- Regranulát, regranulace
- Energetika

## Historie

### Historie
Fatra je z historického hlediska prvním zpracovatelem plastů v České republice. Byla založena v roce 1935 koncernem Baťa.
Prvními výrobky byly plynové masky a ochranné oděvy, pryžové hračky a technická pryž. Od roku 1940 započala postupná orientace na zpracování plastických hmot. Gumárenskou výrobu Fatra postupně převáděla do jiných závodů, některé z nich po určitou dobu spravovala (Optimit Odry, Gumárny Zubří), nebo je pomáhala budovat (Gumotex Břeclav). Zkušenosti se zpracováním plastů předávala Fatra dalším podnikům Technoplast Chropyně, Plastika Nitra).
Kvalitu výrobků a služeb podporují zavedené systémy řízení kvality a ekologie ČSN ISO 9001 a ČSN ISO 14001.
Součástí závodu je provozovna v Chropyni. Závod vznikl v roce 1949 a do roku 2002 byl znám pod jménem Technoplast. V šedesátých letech 20. století prošel závod rozsáhlou investiční výstavbou a patřil k významným exportérům.

### Chronologický vývoj
- 1935 – Založení a. s. Fatra
- 1940 – Zahájení průmyslového zpracování plastů v ČR
- 1949 – Vznik plastikářského závodu v Chropyni (Technoplast)
- 1956 – Zařazení PE do výrobního programu
- 1975 – Zařazení PP do výrobního programu
- 1992 – Zahájení výroby BO PET
- 1994 – Certifikace LRQA podle norem ISO 9001
- 1998 – Fatra součástí akciové společnosti ALIACHEM
- 2000 – Vstup společnosti Fatra do skupiny AGROFERT HOLDING
- 2000 – Certifikace LRQA podle norem ISO 14001
- 2002 – Začlenění závodu Technoplast do organizační struktury Fatry
- 2002 – Zahájení výroby paropropustných fólií
- 2006 – Vyčlenění Fatry z Aliachem, a. s., a vznik Fatra, a. s.
- 2006 – Zahájení výroby vstřikovaných výrobků
- 2010 – Zahájení výroby fotovoltaické střešní hydroizolace Fatrasol
- 2011 – Zahájení výroby plovoucí vinylové podlahoviny FatraClick

- 2013 – Udělení titulu „Výrobce roku“ v prestižní soutěži Czech Grand Design za novou kolekci hraček

- 2014 – Svazem chemického průmyslu ČR udělena „Cena udržitelného rozvoje“
- 2015 – Zavedení technologie regranulace
- 2015 – Zavedení výroby bezftalátových podlahových krytin
- 2016 – Začlenění dceřiné společnosti Energetika Chropyně, a.s.
- 2017 – Zahájení realizace projektu Nová válcovna (zahájení výroby Q2/2020)
- 2018 – Získání osvědčení „Inovační firma Zlínského kraje“
- 2019 – Členství ve sdružení VinylPlus (Recovinyl)
- 2021 – Získána bezpečnostní certifikace AEO